# ОШ „Браћа Недић” Осечина
ОШ „Браћа Недић” Осечина је васпитно–образовна установа за основно образовање и васпитање деце, омладине и одраслих. Име је добила по подгорским устаницима и јунацима Првог српског устанка, браћи Глигорију и Димитрију Недић, који су борећи се у боју на Чокешини 1804. године изгубили животе. Према писаним документима који датирају с почетка 19. века, претпоставља се да је прва школа основана у то време.
Школа је постојала пре и за време Првог светског рата, а између два светска рата ради као четвороразредна, а у току Другог светског рата је спаљена. Прераста 29. новембра 1946. године прераста у прогимназију са седам разреда, а од 1951. године ради као потпуна осмороразредна школа. Поред обновљене старе школске зграде 1948. године изграђена је нова школска зграда са шест учионица и осталим пратећим просторијама, да би 1981. године била изграђена прва фаза садашње школе, а нешто касније и остале две фазе, спортска хала и реконструисана првоизграђена школска зграда.
Сада школа, поред матичне у Осечини, обухвата осморазредно издвојено одељење у Комирићу и четвороразредна издвојена одељења у Баставу, Белотићу, Горњем Црниљеву, Драгијевици, Лопатњу, Остружњу, Плушцу и Сирдији.